# Emdrup
Emdrup er en bydel beliggende i den nordvestlige del af Københavns Kommune. I bydelen ligger Emdrup Kirke, Emdrup Station samt Emdrup Sø, der blev opdæmmet i 1550 for at sikre København en ordentlig vandforsyning. Byen er en del af Emdrup Sogn.

## Etymologi
Bydelen kendes fra 1186, hvor byen under navnet Imbrethorp nævnes i det pavebrev, der stadfæstede Absalons ret til byen Havn med nærliggende småbyer. Imbre skulle efter sigende betyde fehmernbo[kilde mangler], mens -torp er et navn fra vikingetiden for udflytterby.

## Historie
Endrupgård blev opført i 1712.
Byen udviklede sig voldsomt under slutningen af 1800-tallet og starten af 1900-tallet. I 1901 stiftedes Emdrup Grundejerforening.[kilde mangler]
Emdrup blev indlemmet i Københavns kommune i 1901, bl.a. fordi der i slutningen af 1800 tallet var sket en betydelig industrialisering ved Utterslev, hvilket medførte behov for boliger til industriarbejderne og behov for arealudvidelse. Foruden Emdrup blev også Brønshøj indlemmet. Det skete formelt ved "Lov om Brøndshøj Sogns Indlemmelse under Staden Kjøbenhavn".[kilde mangler]
Af stor betydning for områdets udvikling var oprettelsen af København-Slangerup Banen den 20. april 1906 med station vest for Emdrup landsby. De første udstykninger skete ved Endrup Sø og vest for landsbyen, men i løbet af mellemkrigstiden blev de fleste af Emdrup landsbys jorder udstykket til boligformål.
I mellemkrigstiden fremkom Københavnsegnens Grønne Omraader i 1936. Under indtryk af den fremadskridende byudvikling omkring København lod Dansk Byplanlaboratorium udarbejde et samlet "Forslag til et System af Omraader for Friluftsliv". Forslaget forudsatte blandt andet, at der skulle sikres en grøn korridor med gangsti og cykelsti, der skulle forbinde Utterslev Mose med Emdrup Sø og mod nord langs Gentofte Rende med Gentofte Sø. Ligeledes skulle der sikres en grøn korridor fra Utterslev Mose til Lersøen.

## Atelierhusene
Atelierhusene, også kendt som Kunstnerbyen, er et område af rækkehusboliger beregnet til at tilbyde overkommelige leve- og arbejdsboliger for kunstnere. Det ligger på østsiden af Utterslev Mose og består af tre terrasser, hver med 7 huse, der omgiver et lille grønt område med en sø.[kilde mangler] Det tidligere landsted Søholm ligger på den nordlige bred af Emdrup Sø (i Gentofte Kommune). Det er fra 1807 og er tegnet af Christian Frederik Hansen.
Haandværkerforeningen velgørende boligområde Haandværkerhaven er tegnet af Henning Hansen efter at have vundet en arkitektkonkurrence i 1936.[kilde mangler]

## Emdrup Kirke
Emdrup Kirke er fra 1961 og er tegnet af Christian N. Christiansen.[kilde mangler]

## Uddannelse
Aarhus Universitets AU Campus Emdrup ligger ved skæringen mellem Tuborgvej og Emdrupvej lige nord for Emdrup station og vest for Emdrup Sø. Det blev oprettet, da Danmarks Pædagogiske Universitet blev fusioneret med universitetet i 2007 og er i øjeblikket under udvidelse. NEXT Uddannelse København har også en campus i Emdrup.[kilde mangler]
Emdrup Skole på Lersø Parkallé (nr. 5) blev bygget i 1939-43.[kilde mangler]
Danmarks Medie- og Journalisthøjskole har en campus i Emdrup, kendt som Mediehøjskolen, tidligere Den Grafiske Højskole.

## Friarealer
Emdrup omgives af en række mindre friarealer: mod vest Utterslev Mose, mod nord et idrætsanlæg og i tilknytning hertil et mindre grønt område og mod nordøst Emdrup Sø med Emdrup Søpark. Disse grønne områder er forbundne med stier.